# 赖纳·奥塞尔曼
赖纳·奥塞尔曼（德語：Rainer Osselmann，1960年7月25日—），德国男子水球运动员。他曾代表西德参加1984年和1988年夏季奥林匹克运动会水球比赛，其中1984年奥运会获得一枚铜牌。